# كيفن شيكي
كيفن شيكي (من مواليد 12 يونيو 1966) هو رجل أعمال أمريكي ومستشار سياسي. وهو الرئيس العالمي للاتصالات لشركة بلومبرج الب وكان مدير حملة عمدة مدينة نيويورك السابق مايك بلومبرج للحملة الرئاسية سنة 2020 . في السابق، شغل شيكي منصب رئيس العلاقات الحكومية والاتصالات في شركة بلومبرجالب ورئيسًا لحكومة بلومبرج. شغل شيكي أيضًا سابقًا منصب نائب عمدة الشؤون الحكومية لمدينة نيويورك في عهد العمدة ماير آر بلومبرج. في مارس 2020، وصفت ذا أتلانتيك شيكي بأنه "أحد أكثر العقول السياسية ذكاءً في جيله".

## الحياة الشخصية والتعليم
نشأ شيكي في واشنطن العاصمة ويعيش في مانهاتن مع زوجته روبن وطفليهما التوأم. التحق بجامعة واشنطن في سانت لويس ومدرسة جورج تاون النهارية.